# Denis Blondel
Denis Blondel, né le 11 janvier 1956 à Déville-lès-Rouen et mort le 21 juin 2012 à Neuilly-Plaisance, est un compositeur de problèmes d'échecs français. Il est juge international pour la composition échiquéenne depuis 1989, et directeur de la revue Phénix.

## Problème
|   | a | b | c | d | e | f | g | h |   |
| 8 | Fou noir sur case blanche g8 · Pion noir sur case blanche b7 · Pion noir sur case blanche d7 · Pion noir sur case blanche h7 · Pion blanc sur case noire b6 · Pion blanc sur case noire d6 · Pion noir sur case blanche d5 · Roi blanc sur case blanche a4 · Tour blanche sur case noire b4 · Cavalier noir sur case noire d4 · Roi noir sur case blanche e4 · Fou blanc sur case noire f4 · Cavalier blanc sur case noire h4 · Pion noir sur case noire a3 · Pion blanc sur case blanche b3 · Pion noir sur case noire c3 · Pion noir sur case blanche d3 · Pion noir sur case noire e3 · Pion blanc sur case noire g3 · Tour noire sur case blanche a2 · Tour noire sur case blanche d1 · Cavalier noir sur case noire e1 · Fou blanc sur case blanche f1 | Fou noir sur case blanche g8 · Pion noir sur case blanche b7 · Pion noir sur case blanche d7 · Pion noir sur case blanche h7 · Pion blanc sur case noire b6 · Pion blanc sur case noire d6 · Pion noir sur case blanche d5 · Roi blanc sur case blanche a4 · Tour blanche sur case noire b4 · Cavalier noir sur case noire d4 · Roi noir sur case blanche e4 · Fou blanc sur case noire f4 · Cavalier blanc sur case noire h4 · Pion noir sur case noire a3 · Pion blanc sur case blanche b3 · Pion noir sur case noire c3 · Pion noir sur case blanche d3 · Pion noir sur case noire e3 · Pion blanc sur case noire g3 · Tour noire sur case blanche a2 · Tour noire sur case blanche d1 · Cavalier noir sur case noire e1 · Fou blanc sur case blanche f1 | Fou noir sur case blanche g8 · Pion noir sur case blanche b7 · Pion noir sur case blanche d7 · Pion noir sur case blanche h7 · Pion blanc sur case noire b6 · Pion blanc sur case noire d6 · Pion noir sur case blanche d5 · Roi blanc sur case blanche a4 · Tour blanche sur case noire b4 · Cavalier noir sur case noire d4 · Roi noir sur case blanche e4 · Fou blanc sur case noire f4 · Cavalier blanc sur case noire h4 · Pion noir sur case noire a3 · Pion blanc sur case blanche b3 · Pion noir sur case noire c3 · Pion noir sur case blanche d3 · Pion noir sur case noire e3 · Pion blanc sur case noire g3 · Tour noire sur case blanche a2 · Tour noire sur case blanche d1 · Cavalier noir sur case noire e1 · Fou blanc sur case blanche f1 | Fou noir sur case blanche g8 · Pion noir sur case blanche b7 · Pion noir sur case blanche d7 · Pion noir sur case blanche h7 · Pion blanc sur case noire b6 · Pion blanc sur case noire d6 · Pion noir sur case blanche d5 · Roi blanc sur case blanche a4 · Tour blanche sur case noire b4 · Cavalier noir sur case noire d4 · Roi noir sur case blanche e4 · Fou blanc sur case noire f4 · Cavalier blanc sur case noire h4 · Pion noir sur case noire a3 · Pion blanc sur case blanche b3 · Pion noir sur case noire c3 · Pion noir sur case blanche d3 · Pion noir sur case noire e3 · Pion blanc sur case noire g3 · Tour noire sur case blanche a2 · Tour noire sur case blanche d1 · Cavalier noir sur case noire e1 · Fou blanc sur case blanche f1 | Fou noir sur case blanche g8 · Pion noir sur case blanche b7 · Pion noir sur case blanche d7 · Pion noir sur case blanche h7 · Pion blanc sur case noire b6 · Pion blanc sur case noire d6 · Pion noir sur case blanche d5 · Roi blanc sur case blanche a4 · Tour blanche sur case noire b4 · Cavalier noir sur case noire d4 · Roi noir sur case blanche e4 · Fou blanc sur case noire f4 · Cavalier blanc sur case noire h4 · Pion noir sur case noire a3 · Pion blanc sur case blanche b3 · Pion noir sur case noire c3 · Pion noir sur case blanche d3 · Pion noir sur case noire e3 · Pion blanc sur case noire g3 · Tour noire sur case blanche a2 · Tour noire sur case blanche d1 · Cavalier noir sur case noire e1 · Fou blanc sur case blanche f1 | Fou noir sur case blanche g8 · Pion noir sur case blanche b7 · Pion noir sur case blanche d7 · Pion noir sur case blanche h7 · Pion blanc sur case noire b6 · Pion blanc sur case noire d6 · Pion noir sur case blanche d5 · Roi blanc sur case blanche a4 · Tour blanche sur case noire b4 · Cavalier noir sur case noire d4 · Roi noir sur case blanche e4 · Fou blanc sur case noire f4 · Cavalier blanc sur case noire h4 · Pion noir sur case noire a3 · Pion blanc sur case blanche b3 · Pion noir sur case noire c3 · Pion noir sur case blanche d3 · Pion noir sur case noire e3 · Pion blanc sur case noire g3 · Tour noire sur case blanche a2 · Tour noire sur case blanche d1 · Cavalier noir sur case noire e1 · Fou blanc sur case blanche f1 | Fou noir sur case blanche g8 · Pion noir sur case blanche b7 · Pion noir sur case blanche d7 · Pion noir sur case blanche h7 · Pion blanc sur case noire b6 · Pion blanc sur case noire d6 · Pion noir sur case blanche d5 · Roi blanc sur case blanche a4 · Tour blanche sur case noire b4 · Cavalier noir sur case noire d4 · Roi noir sur case blanche e4 · Fou blanc sur case noire f4 · Cavalier blanc sur case noire h4 · Pion noir sur case noire a3 · Pion blanc sur case blanche b3 · Pion noir sur case noire c3 · Pion noir sur case blanche d3 · Pion noir sur case noire e3 · Pion blanc sur case noire g3 · Tour noire sur case blanche a2 · Tour noire sur case blanche d1 · Cavalier noir sur case noire e1 · Fou blanc sur case blanche f1 | Fou noir sur case blanche g8 · Pion noir sur case blanche b7 · Pion noir sur case blanche d7 · Pion noir sur case blanche h7 · Pion blanc sur case noire b6 · Pion blanc sur case noire d6 · Pion noir sur case blanche d5 · Roi blanc sur case blanche a4 · Tour blanche sur case noire b4 · Cavalier noir sur case noire d4 · Roi noir sur case blanche e4 · Fou blanc sur case noire f4 · Cavalier blanc sur case noire h4 · Pion noir sur case noire a3 · Pion blanc sur case blanche b3 · Pion noir sur case noire c3 · Pion noir sur case blanche d3 · Pion noir sur case noire e3 · Pion blanc sur case noire g3 · Tour noire sur case blanche a2 · Tour noire sur case blanche d1 · Cavalier noir sur case noire e1 · Fou blanc sur case blanche f1 | 8 |
| 7 | Fou noir sur case blanche g8 · Pion noir sur case blanche b7 · Pion noir sur case blanche d7 · Pion noir sur case blanche h7 · Pion blanc sur case noire b6 · Pion blanc sur case noire d6 · Pion noir sur case blanche d5 · Roi blanc sur case blanche a4 · Tour blanche sur case noire b4 · Cavalier noir sur case noire d4 · Roi noir sur case blanche e4 · Fou blanc sur case noire f4 · Cavalier blanc sur case noire h4 · Pion noir sur case noire a3 · Pion blanc sur case blanche b3 · Pion noir sur case noire c3 · Pion noir sur case blanche d3 · Pion noir sur case noire e3 · Pion blanc sur case noire g3 · Tour noire sur case blanche a2 · Tour noire sur case blanche d1 · Cavalier noir sur case noire e1 · Fou blanc sur case blanche f1 | Fou noir sur case blanche g8 · Pion noir sur case blanche b7 · Pion noir sur case blanche d7 · Pion noir sur case blanche h7 · Pion blanc sur case noire b6 · Pion blanc sur case noire d6 · Pion noir sur case blanche d5 · Roi blanc sur case blanche a4 · Tour blanche sur case noire b4 · Cavalier noir sur case noire d4 · Roi noir sur case blanche e4 · Fou blanc sur case noire f4 · Cavalier blanc sur case noire h4 · Pion noir sur case noire a3 · Pion blanc sur case blanche b3 · Pion noir sur case noire c3 · Pion noir sur case blanche d3 · Pion noir sur case noire e3 · Pion blanc sur case noire g3 · Tour noire sur case blanche a2 · Tour noire sur case blanche d1 · Cavalier noir sur case noire e1 · Fou blanc sur case blanche f1 | Fou noir sur case blanche g8 · Pion noir sur case blanche b7 · Pion noir sur case blanche d7 · Pion noir sur case blanche h7 · Pion blanc sur case noire b6 · Pion blanc sur case noire d6 · Pion noir sur case blanche d5 · Roi blanc sur case blanche a4 · Tour blanche sur case noire b4 · Cavalier noir sur case noire d4 · Roi noir sur case blanche e4 · Fou blanc sur case noire f4 · Cavalier blanc sur case noire h4 · Pion noir sur case noire a3 · Pion blanc sur case blanche b3 · Pion noir sur case noire c3 · Pion noir sur case blanche d3 · Pion noir sur case noire e3 · Pion blanc sur case noire g3 · Tour noire sur case blanche a2 · Tour noire sur case blanche d1 · Cavalier noir sur case noire e1 · Fou blanc sur case blanche f1 | Fou noir sur case blanche g8 · Pion noir sur case blanche b7 · Pion noir sur case blanche d7 · Pion noir sur case blanche h7 · Pion blanc sur case noire b6 · Pion blanc sur case noire d6 · Pion noir sur case blanche d5 · Roi blanc sur case blanche a4 · Tour blanche sur case noire b4 · Cavalier noir sur case noire d4 · Roi noir sur case blanche e4 · Fou blanc sur case noire f4 · Cavalier blanc sur case noire h4 · Pion noir sur case noire a3 · Pion blanc sur case blanche b3 · Pion noir sur case noire c3 · Pion noir sur case blanche d3 · Pion noir sur case noire e3 · Pion blanc sur case noire g3 · Tour noire sur case blanche a2 · Tour noire sur case blanche d1 · Cavalier noir sur case noire e1 · Fou blanc sur case blanche f1 | Fou noir sur case blanche g8 · Pion noir sur case blanche b7 · Pion noir sur case blanche d7 · Pion noir sur case blanche h7 · Pion blanc sur case noire b6 · Pion blanc sur case noire d6 · Pion noir sur case blanche d5 · Roi blanc sur case blanche a4 · Tour blanche sur case noire b4 · Cavalier noir sur case noire d4 · Roi noir sur case blanche e4 · Fou blanc sur case noire f4 · Cavalier blanc sur case noire h4 · Pion noir sur case noire a3 · Pion blanc sur case blanche b3 · Pion noir sur case noire c3 · Pion noir sur case blanche d3 · Pion noir sur case noire e3 · Pion blanc sur case noire g3 · Tour noire sur case blanche a2 · Tour noire sur case blanche d1 · Cavalier noir sur case noire e1 · Fou blanc sur case blanche f1 | Fou noir sur case blanche g8 · Pion noir sur case blanche b7 · Pion noir sur case blanche d7 · Pion noir sur case blanche h7 · Pion blanc sur case noire b6 · Pion blanc sur case noire d6 · Pion noir sur case blanche d5 · Roi blanc sur case blanche a4 · Tour blanche sur case noire b4 · Cavalier noir sur case noire d4 · Roi noir sur case blanche e4 · Fou blanc sur case noire f4 · Cavalier blanc sur case noire h4 · Pion noir sur case noire a3 · Pion blanc sur case blanche b3 · Pion noir sur case noire c3 · Pion noir sur case blanche d3 · Pion noir sur case noire e3 · Pion blanc sur case noire g3 · Tour noire sur case blanche a2 · Tour noire sur case blanche d1 · Cavalier noir sur case noire e1 · Fou blanc sur case blanche f1 | Fou noir sur case blanche g8 · Pion noir sur case blanche b7 · Pion noir sur case blanche d7 · Pion noir sur case blanche h7 · Pion blanc sur case noire b6 · Pion blanc sur case noire d6 · Pion noir sur case blanche d5 · Roi blanc sur case blanche a4 · Tour blanche sur case noire b4 · Cavalier noir sur case noire d4 · Roi noir sur case blanche e4 · Fou blanc sur case noire f4 · Cavalier blanc sur case noire h4 · Pion noir sur case noire a3 · Pion blanc sur case blanche b3 · Pion noir sur case noire c3 · Pion noir sur case blanche d3 · Pion noir sur case noire e3 · Pion blanc sur case noire g3 · Tour noire sur case blanche a2 · Tour noire sur case blanche d1 · Cavalier noir sur case noire e1 · Fou blanc sur case blanche f1 | Fou noir sur case blanche g8 · Pion noir sur case blanche b7 · Pion noir sur case blanche d7 · Pion noir sur case blanche h7 · Pion blanc sur case noire b6 · Pion blanc sur case noire d6 · Pion noir sur case blanche d5 · Roi blanc sur case blanche a4 · Tour blanche sur case noire b4 · Cavalier noir sur case noire d4 · Roi noir sur case blanche e4 · Fou blanc sur case noire f4 · Cavalier blanc sur case noire h4 · Pion noir sur case noire a3 · Pion blanc sur case blanche b3 · Pion noir sur case noire c3 · Pion noir sur case blanche d3 · Pion noir sur case noire e3 · Pion blanc sur case noire g3 · Tour noire sur case blanche a2 · Tour noire sur case blanche d1 · Cavalier noir sur case noire e1 · Fou blanc sur case blanche f1 | 7 |
| 6 | Fou noir sur case blanche g8 · Pion noir sur case blanche b7 · Pion noir sur case blanche d7 · Pion noir sur case blanche h7 · Pion blanc sur case noire b6 · Pion blanc sur case noire d6 · Pion noir sur case blanche d5 · Roi blanc sur case blanche a4 · Tour blanche sur case noire b4 · Cavalier noir sur case noire d4 · Roi noir sur case blanche e4 · Fou blanc sur case noire f4 · Cavalier blanc sur case noire h4 · Pion noir sur case noire a3 · Pion blanc sur case blanche b3 · Pion noir sur case noire c3 · Pion noir sur case blanche d3 · Pion noir sur case noire e3 · Pion blanc sur case noire g3 · Tour noire sur case blanche a2 · Tour noire sur case blanche d1 · Cavalier noir sur case noire e1 · Fou blanc sur case blanche f1 | Fou noir sur case blanche g8 · Pion noir sur case blanche b7 · Pion noir sur case blanche d7 · Pion noir sur case blanche h7 · Pion blanc sur case noire b6 · Pion blanc sur case noire d6 · Pion noir sur case blanche d5 · Roi blanc sur case blanche a4 · Tour blanche sur case noire b4 · Cavalier noir sur case noire d4 · Roi noir sur case blanche e4 · Fou blanc sur case noire f4 · Cavalier blanc sur case noire h4 · Pion noir sur case noire a3 · Pion blanc sur case blanche b3 · Pion noir sur case noire c3 · Pion noir sur case blanche d3 · Pion noir sur case noire e3 · Pion blanc sur case noire g3 · Tour noire sur case blanche a2 · Tour noire sur case blanche d1 · Cavalier noir sur case noire e1 · Fou blanc sur case blanche f1 | Fou noir sur case blanche g8 · Pion noir sur case blanche b7 · Pion noir sur case blanche d7 · Pion noir sur case blanche h7 · Pion blanc sur case noire b6 · Pion blanc sur case noire d6 · Pion noir sur case blanche d5 · Roi blanc sur case blanche a4 · Tour blanche sur case noire b4 · Cavalier noir sur case noire d4 · Roi noir sur case blanche e4 · Fou blanc sur case noire f4 · Cavalier blanc sur case noire h4 · Pion noir sur case noire a3 · Pion blanc sur case blanche b3 · Pion noir sur case noire c3 · Pion noir sur case blanche d3 · Pion noir sur case noire e3 · Pion blanc sur case noire g3 · Tour noire sur case blanche a2 · Tour noire sur case blanche d1 · Cavalier noir sur case noire e1 · Fou blanc sur case blanche f1 | Fou noir sur case blanche g8 · Pion noir sur case blanche b7 · Pion noir sur case blanche d7 · Pion noir sur case blanche h7 · Pion blanc sur case noire b6 · Pion blanc sur case noire d6 · Pion noir sur case blanche d5 · Roi blanc sur case blanche a4 · Tour blanche sur case noire b4 · Cavalier noir sur case noire d4 · Roi noir sur case blanche e4 · Fou blanc sur case noire f4 · Cavalier blanc sur case noire h4 · Pion noir sur case noire a3 · Pion blanc sur case blanche b3 · Pion noir sur case noire c3 · Pion noir sur case blanche d3 · Pion noir sur case noire e3 · Pion blanc sur case noire g3 · Tour noire sur case blanche a2 · Tour noire sur case blanche d1 · Cavalier noir sur case noire e1 · Fou blanc sur case blanche f1 | Fou noir sur case blanche g8 · Pion noir sur case blanche b7 · Pion noir sur case blanche d7 · Pion noir sur case blanche h7 · Pion blanc sur case noire b6 · Pion blanc sur case noire d6 · Pion noir sur case blanche d5 · Roi blanc sur case blanche a4 · Tour blanche sur case noire b4 · Cavalier noir sur case noire d4 · Roi noir sur case blanche e4 · Fou blanc sur case noire f4 · Cavalier blanc sur case noire h4 · Pion noir sur case noire a3 · Pion blanc sur case blanche b3 · Pion noir sur case noire c3 · Pion noir sur case blanche d3 · Pion noir sur case noire e3 · Pion blanc sur case noire g3 · Tour noire sur case blanche a2 · Tour noire sur case blanche d1 · Cavalier noir sur case noire e1 · Fou blanc sur case blanche f1 | Fou noir sur case blanche g8 · Pion noir sur case blanche b7 · Pion noir sur case blanche d7 · Pion noir sur case blanche h7 · Pion blanc sur case noire b6 · Pion blanc sur case noire d6 · Pion noir sur case blanche d5 · Roi blanc sur case blanche a4 · Tour blanche sur case noire b4 · Cavalier noir sur case noire d4 · Roi noir sur case blanche e4 · Fou blanc sur case noire f4 · Cavalier blanc sur case noire h4 · Pion noir sur case noire a3 · Pion blanc sur case blanche b3 · Pion noir sur case noire c3 · Pion noir sur case blanche d3 · Pion noir sur case noire e3 · Pion blanc sur case noire g3 · Tour noire sur case blanche a2 · Tour noire sur case blanche d1 · Cavalier noir sur case noire e1 · Fou blanc sur case blanche f1 | Fou noir sur case blanche g8 · Pion noir sur case blanche b7 · Pion noir sur case blanche d7 · Pion noir sur case blanche h7 · Pion blanc sur case noire b6 · Pion blanc sur case noire d6 · Pion noir sur case blanche d5 · Roi blanc sur case blanche a4 · Tour blanche sur case noire b4 · Cavalier noir sur case noire d4 · Roi noir sur case blanche e4 · Fou blanc sur case noire f4 · Cavalier blanc sur case noire h4 · Pion noir sur case noire a3 · Pion blanc sur case blanche b3 · Pion noir sur case noire c3 · Pion noir sur case blanche d3 · Pion noir sur case noire e3 · Pion blanc sur case noire g3 · Tour noire sur case blanche a2 · Tour noire sur case blanche d1 · Cavalier noir sur case noire e1 · Fou blanc sur case blanche f1 | Fou noir sur case blanche g8 · Pion noir sur case blanche b7 · Pion noir sur case blanche d7 · Pion noir sur case blanche h7 · Pion blanc sur case noire b6 · Pion blanc sur case noire d6 · Pion noir sur case blanche d5 · Roi blanc sur case blanche a4 · Tour blanche sur case noire b4 · Cavalier noir sur case noire d4 · Roi noir sur case blanche e4 · Fou blanc sur case noire f4 · Cavalier blanc sur case noire h4 · Pion noir sur case noire a3 · Pion blanc sur case blanche b3 · Pion noir sur case noire c3 · Pion noir sur case blanche d3 · Pion noir sur case noire e3 · Pion blanc sur case noire g3 · Tour noire sur case blanche a2 · Tour noire sur case blanche d1 · Cavalier noir sur case noire e1 · Fou blanc sur case blanche f1 | 6 |
| 5 | Fou noir sur case blanche g8 · Pion noir sur case blanche b7 · Pion noir sur case blanche d7 · Pion noir sur case blanche h7 · Pion blanc sur case noire b6 · Pion blanc sur case noire d6 · Pion noir sur case blanche d5 · Roi blanc sur case blanche a4 · Tour blanche sur case noire b4 · Cavalier noir sur case noire d4 · Roi noir sur case blanche e4 · Fou blanc sur case noire f4 · Cavalier blanc sur case noire h4 · Pion noir sur case noire a3 · Pion blanc sur case blanche b3 · Pion noir sur case noire c3 · Pion noir sur case blanche d3 · Pion noir sur case noire e3 · Pion blanc sur case noire g3 · Tour noire sur case blanche a2 · Tour noire sur case blanche d1 · Cavalier noir sur case noire e1 · Fou blanc sur case blanche f1 | Fou noir sur case blanche g8 · Pion noir sur case blanche b7 · Pion noir sur case blanche d7 · Pion noir sur case blanche h7 · Pion blanc sur case noire b6 · Pion blanc sur case noire d6 · Pion noir sur case blanche d5 · Roi blanc sur case blanche a4 · Tour blanche sur case noire b4 · Cavalier noir sur case noire d4 · Roi noir sur case blanche e4 · Fou blanc sur case noire f4 · Cavalier blanc sur case noire h4 · Pion noir sur case noire a3 · Pion blanc sur case blanche b3 · Pion noir sur case noire c3 · Pion noir sur case blanche d3 · Pion noir sur case noire e3 · Pion blanc sur case noire g3 · Tour noire sur case blanche a2 · Tour noire sur case blanche d1 · Cavalier noir sur case noire e1 · Fou blanc sur case blanche f1 | Fou noir sur case blanche g8 · Pion noir sur case blanche b7 · Pion noir sur case blanche d7 · Pion noir sur case blanche h7 · Pion blanc sur case noire b6 · Pion blanc sur case noire d6 · Pion noir sur case blanche d5 · Roi blanc sur case blanche a4 · Tour blanche sur case noire b4 · Cavalier noir sur case noire d4 · Roi noir sur case blanche e4 · Fou blanc sur case noire f4 · Cavalier blanc sur case noire h4 · Pion noir sur case noire a3 · Pion blanc sur case blanche b3 · Pion noir sur case noire c3 · Pion noir sur case blanche d3 · Pion noir sur case noire e3 · Pion blanc sur case noire g3 · Tour noire sur case blanche a2 · Tour noire sur case blanche d1 · Cavalier noir sur case noire e1 · Fou blanc sur case blanche f1 | Fou noir sur case blanche g8 · Pion noir sur case blanche b7 · Pion noir sur case blanche d7 · Pion noir sur case blanche h7 · Pion blanc sur case noire b6 · Pion blanc sur case noire d6 · Pion noir sur case blanche d5 · Roi blanc sur case blanche a4 · Tour blanche sur case noire b4 · Cavalier noir sur case noire d4 · Roi noir sur case blanche e4 · Fou blanc sur case noire f4 · Cavalier blanc sur case noire h4 · Pion noir sur case noire a3 · Pion blanc sur case blanche b3 · Pion noir sur case noire c3 · Pion noir sur case blanche d3 · Pion noir sur case noire e3 · Pion blanc sur case noire g3 · Tour noire sur case blanche a2 · Tour noire sur case blanche d1 · Cavalier noir sur case noire e1 · Fou blanc sur case blanche f1 | Fou noir sur case blanche g8 · Pion noir sur case blanche b7 · Pion noir sur case blanche d7 · Pion noir sur case blanche h7 · Pion blanc sur case noire b6 · Pion blanc sur case noire d6 · Pion noir sur case blanche d5 · Roi blanc sur case blanche a4 · Tour blanche sur case noire b4 · Cavalier noir sur case noire d4 · Roi noir sur case blanche e4 · Fou blanc sur case noire f4 · Cavalier blanc sur case noire h4 · Pion noir sur case noire a3 · Pion blanc sur case blanche b3 · Pion noir sur case noire c3 · Pion noir sur case blanche d3 · Pion noir sur case noire e3 · Pion blanc sur case noire g3 · Tour noire sur case blanche a2 · Tour noire sur case blanche d1 · Cavalier noir sur case noire e1 · Fou blanc sur case blanche f1 | Fou noir sur case blanche g8 · Pion noir sur case blanche b7 · Pion noir sur case blanche d7 · Pion noir sur case blanche h7 · Pion blanc sur case noire b6 · Pion blanc sur case noire d6 · Pion noir sur case blanche d5 · Roi blanc sur case blanche a4 · Tour blanche sur case noire b4 · Cavalier noir sur case noire d4 · Roi noir sur case blanche e4 · Fou blanc sur case noire f4 · Cavalier blanc sur case noire h4 · Pion noir sur case noire a3 · Pion blanc sur case blanche b3 · Pion noir sur case noire c3 · Pion noir sur case blanche d3 · Pion noir sur case noire e3 · Pion blanc sur case noire g3 · Tour noire sur case blanche a2 · Tour noire sur case blanche d1 · Cavalier noir sur case noire e1 · Fou blanc sur case blanche f1 | Fou noir sur case blanche g8 · Pion noir sur case blanche b7 · Pion noir sur case blanche d7 · Pion noir sur case blanche h7 · Pion blanc sur case noire b6 · Pion blanc sur case noire d6 · Pion noir sur case blanche d5 · Roi blanc sur case blanche a4 · Tour blanche sur case noire b4 · Cavalier noir sur case noire d4 · Roi noir sur case blanche e4 · Fou blanc sur case noire f4 · Cavalier blanc sur case noire h4 · Pion noir sur case noire a3 · Pion blanc sur case blanche b3 · Pion noir sur case noire c3 · Pion noir sur case blanche d3 · Pion noir sur case noire e3 · Pion blanc sur case noire g3 · Tour noire sur case blanche a2 · Tour noire sur case blanche d1 · Cavalier noir sur case noire e1 · Fou blanc sur case blanche f1 | Fou noir sur case blanche g8 · Pion noir sur case blanche b7 · Pion noir sur case blanche d7 · Pion noir sur case blanche h7 · Pion blanc sur case noire b6 · Pion blanc sur case noire d6 · Pion noir sur case blanche d5 · Roi blanc sur case blanche a4 · Tour blanche sur case noire b4 · Cavalier noir sur case noire d4 · Roi noir sur case blanche e4 · Fou blanc sur case noire f4 · Cavalier blanc sur case noire h4 · Pion noir sur case noire a3 · Pion blanc sur case blanche b3 · Pion noir sur case noire c3 · Pion noir sur case blanche d3 · Pion noir sur case noire e3 · Pion blanc sur case noire g3 · Tour noire sur case blanche a2 · Tour noire sur case blanche d1 · Cavalier noir sur case noire e1 · Fou blanc sur case blanche f1 | 5 |
| 4 | Fou noir sur case blanche g8 · Pion noir sur case blanche b7 · Pion noir sur case blanche d7 · Pion noir sur case blanche h7 · Pion blanc sur case noire b6 · Pion blanc sur case noire d6 · Pion noir sur case blanche d5 · Roi blanc sur case blanche a4 · Tour blanche sur case noire b4 · Cavalier noir sur case noire d4 · Roi noir sur case blanche e4 · Fou blanc sur case noire f4 · Cavalier blanc sur case noire h4 · Pion noir sur case noire a3 · Pion blanc sur case blanche b3 · Pion noir sur case noire c3 · Pion noir sur case blanche d3 · Pion noir sur case noire e3 · Pion blanc sur case noire g3 · Tour noire sur case blanche a2 · Tour noire sur case blanche d1 · Cavalier noir sur case noire e1 · Fou blanc sur case blanche f1 | Fou noir sur case blanche g8 · Pion noir sur case blanche b7 · Pion noir sur case blanche d7 · Pion noir sur case blanche h7 · Pion blanc sur case noire b6 · Pion blanc sur case noire d6 · Pion noir sur case blanche d5 · Roi blanc sur case blanche a4 · Tour blanche sur case noire b4 · Cavalier noir sur case noire d4 · Roi noir sur case blanche e4 · Fou blanc sur case noire f4 · Cavalier blanc sur case noire h4 · Pion noir sur case noire a3 · Pion blanc sur case blanche b3 · Pion noir sur case noire c3 · Pion noir sur case blanche d3 · Pion noir sur case noire e3 · Pion blanc sur case noire g3 · Tour noire sur case blanche a2 · Tour noire sur case blanche d1 · Cavalier noir sur case noire e1 · Fou blanc sur case blanche f1 | Fou noir sur case blanche g8 · Pion noir sur case blanche b7 · Pion noir sur case blanche d7 · Pion noir sur case blanche h7 · Pion blanc sur case noire b6 · Pion blanc sur case noire d6 · Pion noir sur case blanche d5 · Roi blanc sur case blanche a4 · Tour blanche sur case noire b4 · Cavalier noir sur case noire d4 · Roi noir sur case blanche e4 · Fou blanc sur case noire f4 · Cavalier blanc sur case noire h4 · Pion noir sur case noire a3 · Pion blanc sur case blanche b3 · Pion noir sur case noire c3 · Pion noir sur case blanche d3 · Pion noir sur case noire e3 · Pion blanc sur case noire g3 · Tour noire sur case blanche a2 · Tour noire sur case blanche d1 · Cavalier noir sur case noire e1 · Fou blanc sur case blanche f1 | Fou noir sur case blanche g8 · Pion noir sur case blanche b7 · Pion noir sur case blanche d7 · Pion noir sur case blanche h7 · Pion blanc sur case noire b6 · Pion blanc sur case noire d6 · Pion noir sur case blanche d5 · Roi blanc sur case blanche a4 · Tour blanche sur case noire b4 · Cavalier noir sur case noire d4 · Roi noir sur case blanche e4 · Fou blanc sur case noire f4 · Cavalier blanc sur case noire h4 · Pion noir sur case noire a3 · Pion blanc sur case blanche b3 · Pion noir sur case noire c3 · Pion noir sur case blanche d3 · Pion noir sur case noire e3 · Pion blanc sur case noire g3 · Tour noire sur case blanche a2 · Tour noire sur case blanche d1 · Cavalier noir sur case noire e1 · Fou blanc sur case blanche f1 | Fou noir sur case blanche g8 · Pion noir sur case blanche b7 · Pion noir sur case blanche d7 · Pion noir sur case blanche h7 · Pion blanc sur case noire b6 · Pion blanc sur case noire d6 · Pion noir sur case blanche d5 · Roi blanc sur case blanche a4 · Tour blanche sur case noire b4 · Cavalier noir sur case noire d4 · Roi noir sur case blanche e4 · Fou blanc sur case noire f4 · Cavalier blanc sur case noire h4 · Pion noir sur case noire a3 · Pion blanc sur case blanche b3 · Pion noir sur case noire c3 · Pion noir sur case blanche d3 · Pion noir sur case noire e3 · Pion blanc sur case noire g3 · Tour noire sur case blanche a2 · Tour noire sur case blanche d1 · Cavalier noir sur case noire e1 · Fou blanc sur case blanche f1 | Fou noir sur case blanche g8 · Pion noir sur case blanche b7 · Pion noir sur case blanche d7 · Pion noir sur case blanche h7 · Pion blanc sur case noire b6 · Pion blanc sur case noire d6 · Pion noir sur case blanche d5 · Roi blanc sur case blanche a4 · Tour blanche sur case noire b4 · Cavalier noir sur case noire d4 · Roi noir sur case blanche e4 · Fou blanc sur case noire f4 · Cavalier blanc sur case noire h4 · Pion noir sur case noire a3 · Pion blanc sur case blanche b3 · Pion noir sur case noire c3 · Pion noir sur case blanche d3 · Pion noir sur case noire e3 · Pion blanc sur case noire g3 · Tour noire sur case blanche a2 · Tour noire sur case blanche d1 · Cavalier noir sur case noire e1 · Fou blanc sur case blanche f1 | Fou noir sur case blanche g8 · Pion noir sur case blanche b7 · Pion noir sur case blanche d7 · Pion noir sur case blanche h7 · Pion blanc sur case noire b6 · Pion blanc sur case noire d6 · Pion noir sur case blanche d5 · Roi blanc sur case blanche a4 · Tour blanche sur case noire b4 · Cavalier noir sur case noire d4 · Roi noir sur case blanche e4 · Fou blanc sur case noire f4 · Cavalier blanc sur case noire h4 · Pion noir sur case noire a3 · Pion blanc sur case blanche b3 · Pion noir sur case noire c3 · Pion noir sur case blanche d3 · Pion noir sur case noire e3 · Pion blanc sur case noire g3 · Tour noire sur case blanche a2 · Tour noire sur case blanche d1 · Cavalier noir sur case noire e1 · Fou blanc sur case blanche f1 | Fou noir sur case blanche g8 · Pion noir sur case blanche b7 · Pion noir sur case blanche d7 · Pion noir sur case blanche h7 · Pion blanc sur case noire b6 · Pion blanc sur case noire d6 · Pion noir sur case blanche d5 · Roi blanc sur case blanche a4 · Tour blanche sur case noire b4 · Cavalier noir sur case noire d4 · Roi noir sur case blanche e4 · Fou blanc sur case noire f4 · Cavalier blanc sur case noire h4 · Pion noir sur case noire a3 · Pion blanc sur case blanche b3 · Pion noir sur case noire c3 · Pion noir sur case blanche d3 · Pion noir sur case noire e3 · Pion blanc sur case noire g3 · Tour noire sur case blanche a2 · Tour noire sur case blanche d1 · Cavalier noir sur case noire e1 · Fou blanc sur case blanche f1 | 4 |
| 3 | Fou noir sur case blanche g8 · Pion noir sur case blanche b7 · Pion noir sur case blanche d7 · Pion noir sur case blanche h7 · Pion blanc sur case noire b6 · Pion blanc sur case noire d6 · Pion noir sur case blanche d5 · Roi blanc sur case blanche a4 · Tour blanche sur case noire b4 · Cavalier noir sur case noire d4 · Roi noir sur case blanche e4 · Fou blanc sur case noire f4 · Cavalier blanc sur case noire h4 · Pion noir sur case noire a3 · Pion blanc sur case blanche b3 · Pion noir sur case noire c3 · Pion noir sur case blanche d3 · Pion noir sur case noire e3 · Pion blanc sur case noire g3 · Tour noire sur case blanche a2 · Tour noire sur case blanche d1 · Cavalier noir sur case noire e1 · Fou blanc sur case blanche f1 | Fou noir sur case blanche g8 · Pion noir sur case blanche b7 · Pion noir sur case blanche d7 · Pion noir sur case blanche h7 · Pion blanc sur case noire b6 · Pion blanc sur case noire d6 · Pion noir sur case blanche d5 · Roi blanc sur case blanche a4 · Tour blanche sur case noire b4 · Cavalier noir sur case noire d4 · Roi noir sur case blanche e4 · Fou blanc sur case noire f4 · Cavalier blanc sur case noire h4 · Pion noir sur case noire a3 · Pion blanc sur case blanche b3 · Pion noir sur case noire c3 · Pion noir sur case blanche d3 · Pion noir sur case noire e3 · Pion blanc sur case noire g3 · Tour noire sur case blanche a2 · Tour noire sur case blanche d1 · Cavalier noir sur case noire e1 · Fou blanc sur case blanche f1 | Fou noir sur case blanche g8 · Pion noir sur case blanche b7 · Pion noir sur case blanche d7 · Pion noir sur case blanche h7 · Pion blanc sur case noire b6 · Pion blanc sur case noire d6 · Pion noir sur case blanche d5 · Roi blanc sur case blanche a4 · Tour blanche sur case noire b4 · Cavalier noir sur case noire d4 · Roi noir sur case blanche e4 · Fou blanc sur case noire f4 · Cavalier blanc sur case noire h4 · Pion noir sur case noire a3 · Pion blanc sur case blanche b3 · Pion noir sur case noire c3 · Pion noir sur case blanche d3 · Pion noir sur case noire e3 · Pion blanc sur case noire g3 · Tour noire sur case blanche a2 · Tour noire sur case blanche d1 · Cavalier noir sur case noire e1 · Fou blanc sur case blanche f1 | Fou noir sur case blanche g8 · Pion noir sur case blanche b7 · Pion noir sur case blanche d7 · Pion noir sur case blanche h7 · Pion blanc sur case noire b6 · Pion blanc sur case noire d6 · Pion noir sur case blanche d5 · Roi blanc sur case blanche a4 · Tour blanche sur case noire b4 · Cavalier noir sur case noire d4 · Roi noir sur case blanche e4 · Fou blanc sur case noire f4 · Cavalier blanc sur case noire h4 · Pion noir sur case noire a3 · Pion blanc sur case blanche b3 · Pion noir sur case noire c3 · Pion noir sur case blanche d3 · Pion noir sur case noire e3 · Pion blanc sur case noire g3 · Tour noire sur case blanche a2 · Tour noire sur case blanche d1 · Cavalier noir sur case noire e1 · Fou blanc sur case blanche f1 | Fou noir sur case blanche g8 · Pion noir sur case blanche b7 · Pion noir sur case blanche d7 · Pion noir sur case blanche h7 · Pion blanc sur case noire b6 · Pion blanc sur case noire d6 · Pion noir sur case blanche d5 · Roi blanc sur case blanche a4 · Tour blanche sur case noire b4 · Cavalier noir sur case noire d4 · Roi noir sur case blanche e4 · Fou blanc sur case noire f4 · Cavalier blanc sur case noire h4 · Pion noir sur case noire a3 · Pion blanc sur case blanche b3 · Pion noir sur case noire c3 · Pion noir sur case blanche d3 · Pion noir sur case noire e3 · Pion blanc sur case noire g3 · Tour noire sur case blanche a2 · Tour noire sur case blanche d1 · Cavalier noir sur case noire e1 · Fou blanc sur case blanche f1 | Fou noir sur case blanche g8 · Pion noir sur case blanche b7 · Pion noir sur case blanche d7 · Pion noir sur case blanche h7 · Pion blanc sur case noire b6 · Pion blanc sur case noire d6 · Pion noir sur case blanche d5 · Roi blanc sur case blanche a4 · Tour blanche sur case noire b4 · Cavalier noir sur case noire d4 · Roi noir sur case blanche e4 · Fou blanc sur case noire f4 · Cavalier blanc sur case noire h4 · Pion noir sur case noire a3 · Pion blanc sur case blanche b3 · Pion noir sur case noire c3 · Pion noir sur case blanche d3 · Pion noir sur case noire e3 · Pion blanc sur case noire g3 · Tour noire sur case blanche a2 · Tour noire sur case blanche d1 · Cavalier noir sur case noire e1 · Fou blanc sur case blanche f1 | Fou noir sur case blanche g8 · Pion noir sur case blanche b7 · Pion noir sur case blanche d7 · Pion noir sur case blanche h7 · Pion blanc sur case noire b6 · Pion blanc sur case noire d6 · Pion noir sur case blanche d5 · Roi blanc sur case blanche a4 · Tour blanche sur case noire b4 · Cavalier noir sur case noire d4 · Roi noir sur case blanche e4 · Fou blanc sur case noire f4 · Cavalier blanc sur case noire h4 · Pion noir sur case noire a3 · Pion blanc sur case blanche b3 · Pion noir sur case noire c3 · Pion noir sur case blanche d3 · Pion noir sur case noire e3 · Pion blanc sur case noire g3 · Tour noire sur case blanche a2 · Tour noire sur case blanche d1 · Cavalier noir sur case noire e1 · Fou blanc sur case blanche f1 | Fou noir sur case blanche g8 · Pion noir sur case blanche b7 · Pion noir sur case blanche d7 · Pion noir sur case blanche h7 · Pion blanc sur case noire b6 · Pion blanc sur case noire d6 · Pion noir sur case blanche d5 · Roi blanc sur case blanche a4 · Tour blanche sur case noire b4 · Cavalier noir sur case noire d4 · Roi noir sur case blanche e4 · Fou blanc sur case noire f4 · Cavalier blanc sur case noire h4 · Pion noir sur case noire a3 · Pion blanc sur case blanche b3 · Pion noir sur case noire c3 · Pion noir sur case blanche d3 · Pion noir sur case noire e3 · Pion blanc sur case noire g3 · Tour noire sur case blanche a2 · Tour noire sur case blanche d1 · Cavalier noir sur case noire e1 · Fou blanc sur case blanche f1 | 3 |
| 2 | Fou noir sur case blanche g8 · Pion noir sur case blanche b7 · Pion noir sur case blanche d7 · Pion noir sur case blanche h7 · Pion blanc sur case noire b6 · Pion blanc sur case noire d6 · Pion noir sur case blanche d5 · Roi blanc sur case blanche a4 · Tour blanche sur case noire b4 · Cavalier noir sur case noire d4 · Roi noir sur case blanche e4 · Fou blanc sur case noire f4 · Cavalier blanc sur case noire h4 · Pion noir sur case noire a3 · Pion blanc sur case blanche b3 · Pion noir sur case noire c3 · Pion noir sur case blanche d3 · Pion noir sur case noire e3 · Pion blanc sur case noire g3 · Tour noire sur case blanche a2 · Tour noire sur case blanche d1 · Cavalier noir sur case noire e1 · Fou blanc sur case blanche f1 | Fou noir sur case blanche g8 · Pion noir sur case blanche b7 · Pion noir sur case blanche d7 · Pion noir sur case blanche h7 · Pion blanc sur case noire b6 · Pion blanc sur case noire d6 · Pion noir sur case blanche d5 · Roi blanc sur case blanche a4 · Tour blanche sur case noire b4 · Cavalier noir sur case noire d4 · Roi noir sur case blanche e4 · Fou blanc sur case noire f4 · Cavalier blanc sur case noire h4 · Pion noir sur case noire a3 · Pion blanc sur case blanche b3 · Pion noir sur case noire c3 · Pion noir sur case blanche d3 · Pion noir sur case noire e3 · Pion blanc sur case noire g3 · Tour noire sur case blanche a2 · Tour noire sur case blanche d1 · Cavalier noir sur case noire e1 · Fou blanc sur case blanche f1 | Fou noir sur case blanche g8 · Pion noir sur case blanche b7 · Pion noir sur case blanche d7 · Pion noir sur case blanche h7 · Pion blanc sur case noire b6 · Pion blanc sur case noire d6 · Pion noir sur case blanche d5 · Roi blanc sur case blanche a4 · Tour blanche sur case noire b4 · Cavalier noir sur case noire d4 · Roi noir sur case blanche e4 · Fou blanc sur case noire f4 · Cavalier blanc sur case noire h4 · Pion noir sur case noire a3 · Pion blanc sur case blanche b3 · Pion noir sur case noire c3 · Pion noir sur case blanche d3 · Pion noir sur case noire e3 · Pion blanc sur case noire g3 · Tour noire sur case blanche a2 · Tour noire sur case blanche d1 · Cavalier noir sur case noire e1 · Fou blanc sur case blanche f1 | Fou noir sur case blanche g8 · Pion noir sur case blanche b7 · Pion noir sur case blanche d7 · Pion noir sur case blanche h7 · Pion blanc sur case noire b6 · Pion blanc sur case noire d6 · Pion noir sur case blanche d5 · Roi blanc sur case blanche a4 · Tour blanche sur case noire b4 · Cavalier noir sur case noire d4 · Roi noir sur case blanche e4 · Fou blanc sur case noire f4 · Cavalier blanc sur case noire h4 · Pion noir sur case noire a3 · Pion blanc sur case blanche b3 · Pion noir sur case noire c3 · Pion noir sur case blanche d3 · Pion noir sur case noire e3 · Pion blanc sur case noire g3 · Tour noire sur case blanche a2 · Tour noire sur case blanche d1 · Cavalier noir sur case noire e1 · Fou blanc sur case blanche f1 | Fou noir sur case blanche g8 · Pion noir sur case blanche b7 · Pion noir sur case blanche d7 · Pion noir sur case blanche h7 · Pion blanc sur case noire b6 · Pion blanc sur case noire d6 · Pion noir sur case blanche d5 · Roi blanc sur case blanche a4 · Tour blanche sur case noire b4 · Cavalier noir sur case noire d4 · Roi noir sur case blanche e4 · Fou blanc sur case noire f4 · Cavalier blanc sur case noire h4 · Pion noir sur case noire a3 · Pion blanc sur case blanche b3 · Pion noir sur case noire c3 · Pion noir sur case blanche d3 · Pion noir sur case noire e3 · Pion blanc sur case noire g3 · Tour noire sur case blanche a2 · Tour noire sur case blanche d1 · Cavalier noir sur case noire e1 · Fou blanc sur case blanche f1 | Fou noir sur case blanche g8 · Pion noir sur case blanche b7 · Pion noir sur case blanche d7 · Pion noir sur case blanche h7 · Pion blanc sur case noire b6 · Pion blanc sur case noire d6 · Pion noir sur case blanche d5 · Roi blanc sur case blanche a4 · Tour blanche sur case noire b4 · Cavalier noir sur case noire d4 · Roi noir sur case blanche e4 · Fou blanc sur case noire f4 · Cavalier blanc sur case noire h4 · Pion noir sur case noire a3 · Pion blanc sur case blanche b3 · Pion noir sur case noire c3 · Pion noir sur case blanche d3 · Pion noir sur case noire e3 · Pion blanc sur case noire g3 · Tour noire sur case blanche a2 · Tour noire sur case blanche d1 · Cavalier noir sur case noire e1 · Fou blanc sur case blanche f1 | Fou noir sur case blanche g8 · Pion noir sur case blanche b7 · Pion noir sur case blanche d7 · Pion noir sur case blanche h7 · Pion blanc sur case noire b6 · Pion blanc sur case noire d6 · Pion noir sur case blanche d5 · Roi blanc sur case blanche a4 · Tour blanche sur case noire b4 · Cavalier noir sur case noire d4 · Roi noir sur case blanche e4 · Fou blanc sur case noire f4 · Cavalier blanc sur case noire h4 · Pion noir sur case noire a3 · Pion blanc sur case blanche b3 · Pion noir sur case noire c3 · Pion noir sur case blanche d3 · Pion noir sur case noire e3 · Pion blanc sur case noire g3 · Tour noire sur case blanche a2 · Tour noire sur case blanche d1 · Cavalier noir sur case noire e1 · Fou blanc sur case blanche f1 | Fou noir sur case blanche g8 · Pion noir sur case blanche b7 · Pion noir sur case blanche d7 · Pion noir sur case blanche h7 · Pion blanc sur case noire b6 · Pion blanc sur case noire d6 · Pion noir sur case blanche d5 · Roi blanc sur case blanche a4 · Tour blanche sur case noire b4 · Cavalier noir sur case noire d4 · Roi noir sur case blanche e4 · Fou blanc sur case noire f4 · Cavalier blanc sur case noire h4 · Pion noir sur case noire a3 · Pion blanc sur case blanche b3 · Pion noir sur case noire c3 · Pion noir sur case blanche d3 · Pion noir sur case noire e3 · Pion blanc sur case noire g3 · Tour noire sur case blanche a2 · Tour noire sur case blanche d1 · Cavalier noir sur case noire e1 · Fou blanc sur case blanche f1 | 2 |
| 1 | Fou noir sur case blanche g8 · Pion noir sur case blanche b7 · Pion noir sur case blanche d7 · Pion noir sur case blanche h7 · Pion blanc sur case noire b6 · Pion blanc sur case noire d6 · Pion noir sur case blanche d5 · Roi blanc sur case blanche a4 · Tour blanche sur case noire b4 · Cavalier noir sur case noire d4 · Roi noir sur case blanche e4 · Fou blanc sur case noire f4 · Cavalier blanc sur case noire h4 · Pion noir sur case noire a3 · Pion blanc sur case blanche b3 · Pion noir sur case noire c3 · Pion noir sur case blanche d3 · Pion noir sur case noire e3 · Pion blanc sur case noire g3 · Tour noire sur case blanche a2 · Tour noire sur case blanche d1 · Cavalier noir sur case noire e1 · Fou blanc sur case blanche f1 | Fou noir sur case blanche g8 · Pion noir sur case blanche b7 · Pion noir sur case blanche d7 · Pion noir sur case blanche h7 · Pion blanc sur case noire b6 · Pion blanc sur case noire d6 · Pion noir sur case blanche d5 · Roi blanc sur case blanche a4 · Tour blanche sur case noire b4 · Cavalier noir sur case noire d4 · Roi noir sur case blanche e4 · Fou blanc sur case noire f4 · Cavalier blanc sur case noire h4 · Pion noir sur case noire a3 · Pion blanc sur case blanche b3 · Pion noir sur case noire c3 · Pion noir sur case blanche d3 · Pion noir sur case noire e3 · Pion blanc sur case noire g3 · Tour noire sur case blanche a2 · Tour noire sur case blanche d1 · Cavalier noir sur case noire e1 · Fou blanc sur case blanche f1 | Fou noir sur case blanche g8 · Pion noir sur case blanche b7 · Pion noir sur case blanche d7 · Pion noir sur case blanche h7 · Pion blanc sur case noire b6 · Pion blanc sur case noire d6 · Pion noir sur case blanche d5 · Roi blanc sur case blanche a4 · Tour blanche sur case noire b4 · Cavalier noir sur case noire d4 · Roi noir sur case blanche e4 · Fou blanc sur case noire f4 · Cavalier blanc sur case noire h4 · Pion noir sur case noire a3 · Pion blanc sur case blanche b3 · Pion noir sur case noire c3 · Pion noir sur case blanche d3 · Pion noir sur case noire e3 · Pion blanc sur case noire g3 · Tour noire sur case blanche a2 · Tour noire sur case blanche d1 · Cavalier noir sur case noire e1 · Fou blanc sur case blanche f1 | Fou noir sur case blanche g8 · Pion noir sur case blanche b7 · Pion noir sur case blanche d7 · Pion noir sur case blanche h7 · Pion blanc sur case noire b6 · Pion blanc sur case noire d6 · Pion noir sur case blanche d5 · Roi blanc sur case blanche a4 · Tour blanche sur case noire b4 · Cavalier noir sur case noire d4 · Roi noir sur case blanche e4 · Fou blanc sur case noire f4 · Cavalier blanc sur case noire h4 · Pion noir sur case noire a3 · Pion blanc sur case blanche b3 · Pion noir sur case noire c3 · Pion noir sur case blanche d3 · Pion noir sur case noire e3 · Pion blanc sur case noire g3 · Tour noire sur case blanche a2 · Tour noire sur case blanche d1 · Cavalier noir sur case noire e1 · Fou blanc sur case blanche f1 | Fou noir sur case blanche g8 · Pion noir sur case blanche b7 · Pion noir sur case blanche d7 · Pion noir sur case blanche h7 · Pion blanc sur case noire b6 · Pion blanc sur case noire d6 · Pion noir sur case blanche d5 · Roi blanc sur case blanche a4 · Tour blanche sur case noire b4 · Cavalier noir sur case noire d4 · Roi noir sur case blanche e4 · Fou blanc sur case noire f4 · Cavalier blanc sur case noire h4 · Pion noir sur case noire a3 · Pion blanc sur case blanche b3 · Pion noir sur case noire c3 · Pion noir sur case blanche d3 · Pion noir sur case noire e3 · Pion blanc sur case noire g3 · Tour noire sur case blanche a2 · Tour noire sur case blanche d1 · Cavalier noir sur case noire e1 · Fou blanc sur case blanche f1 | Fou noir sur case blanche g8 · Pion noir sur case blanche b7 · Pion noir sur case blanche d7 · Pion noir sur case blanche h7 · Pion blanc sur case noire b6 · Pion blanc sur case noire d6 · Pion noir sur case blanche d5 · Roi blanc sur case blanche a4 · Tour blanche sur case noire b4 · Cavalier noir sur case noire d4 · Roi noir sur case blanche e4 · Fou blanc sur case noire f4 · Cavalier blanc sur case noire h4 · Pion noir sur case noire a3 · Pion blanc sur case blanche b3 · Pion noir sur case noire c3 · Pion noir sur case blanche d3 · Pion noir sur case noire e3 · Pion blanc sur case noire g3 · Tour noire sur case blanche a2 · Tour noire sur case blanche d1 · Cavalier noir sur case noire e1 · Fou blanc sur case blanche f1 | Fou noir sur case blanche g8 · Pion noir sur case blanche b7 · Pion noir sur case blanche d7 · Pion noir sur case blanche h7 · Pion blanc sur case noire b6 · Pion blanc sur case noire d6 · Pion noir sur case blanche d5 · Roi blanc sur case blanche a4 · Tour blanche sur case noire b4 · Cavalier noir sur case noire d4 · Roi noir sur case blanche e4 · Fou blanc sur case noire f4 · Cavalier blanc sur case noire h4 · Pion noir sur case noire a3 · Pion blanc sur case blanche b3 · Pion noir sur case noire c3 · Pion noir sur case blanche d3 · Pion noir sur case noire e3 · Pion blanc sur case noire g3 · Tour noire sur case blanche a2 · Tour noire sur case blanche d1 · Cavalier noir sur case noire e1 · Fou blanc sur case blanche f1 | Fou noir sur case blanche g8 · Pion noir sur case blanche b7 · Pion noir sur case blanche d7 · Pion noir sur case blanche h7 · Pion blanc sur case noire b6 · Pion blanc sur case noire d6 · Pion noir sur case blanche d5 · Roi blanc sur case blanche a4 · Tour blanche sur case noire b4 · Cavalier noir sur case noire d4 · Roi noir sur case blanche e4 · Fou blanc sur case noire f4 · Cavalier blanc sur case noire h4 · Pion noir sur case noire a3 · Pion blanc sur case blanche b3 · Pion noir sur case noire c3 · Pion noir sur case blanche d3 · Pion noir sur case noire e3 · Pion blanc sur case noire g3 · Tour noire sur case blanche a2 · Tour noire sur case blanche d1 · Cavalier noir sur case noire e1 · Fou blanc sur case blanche f1 | 1 |
|   | a | b | c | d | e | f | g | h |   |

Mat en 7 coups (Circé)
1.Fh3! [menace 2.Ff5‡] Fé6 2.F×é6(Fç8) [3.Ff5‡] d×é6(Ff1) 3.d7 [4.d×ç8=C [5.Cd6‡] ] F×d7(d2)+ 4.Ra5 [5.Fg2+, F×d3+] Ta×d2 5.F×d3+ C×d3(Ff1) 6.F×d3+ T×d3(Ff1) 7.Fg2‡

			4…Td×d2 5.Fg2+ C×g2(Ff1) 6.F×g2+ T×g2(Ff1) 7.F×d3‡

		3…Té2 4.d×ç8=D [5.D×é6‡] d2 5.D×ç3 [6.T×d4,D×d4‡] ç5 6.Fg2+ T×g2/C×g2/Céf3 7.D×é3/Dç2/F×f3,Dç2‡